# Log (Kranjska Gora)
Log (Duits: Loog bei Kronau) is een plaats in Slovenië en maakt deel uit van de gemeente Kranjska Gora in de NUTS-3-regio Gorenjska. De plaats telde 91 inwoners op 1 januari 2020.

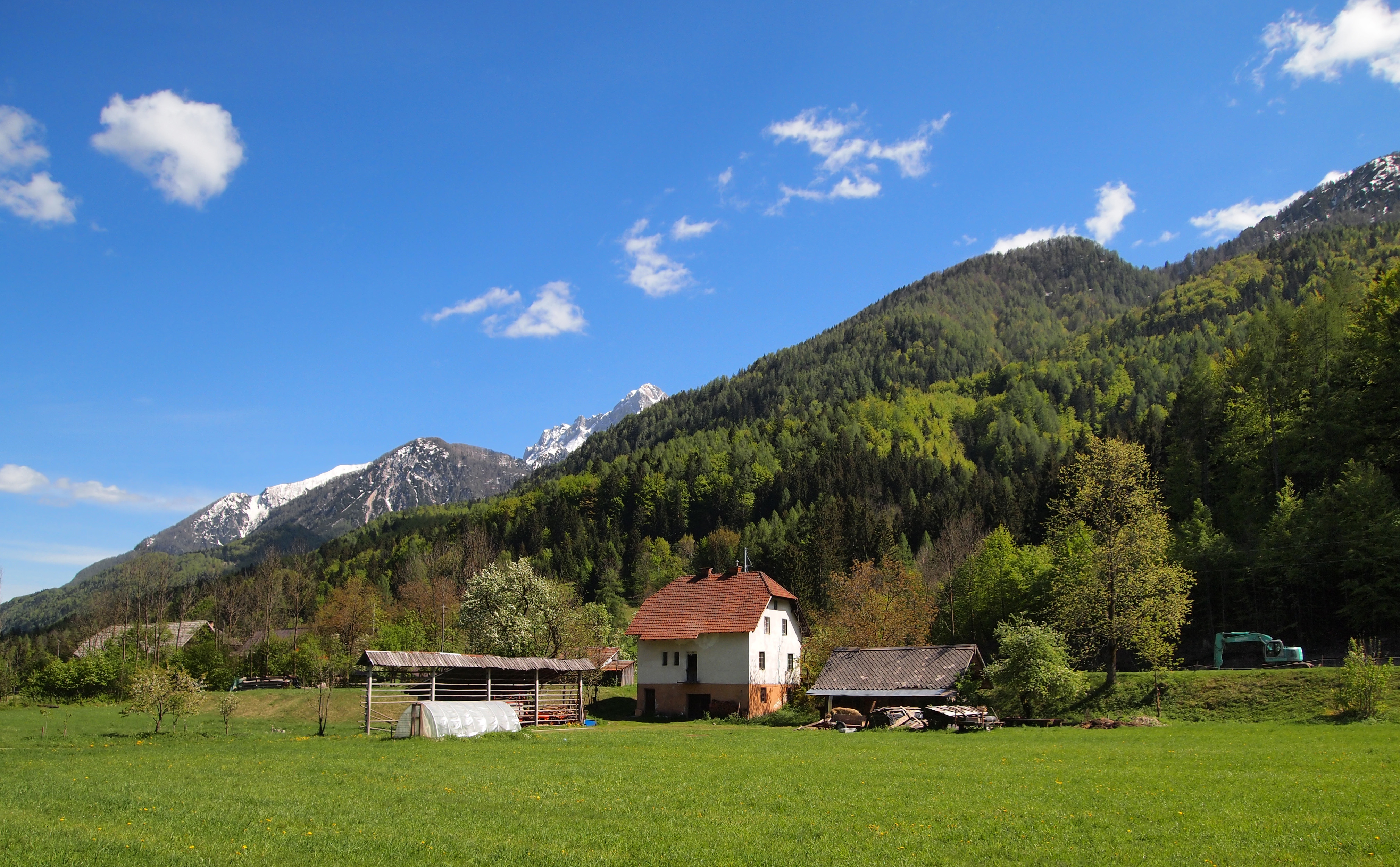
Dorpsaanzicht